# Sophie Lecron
Sophie Lecron (29 januari 1983) is een Belgisch onderwijzer, activist en marxistisch politicus voor de PTB. 
Lecron studeerde biomedische wetenschappen aan de Universiteit van Luik en geeft les in het secundair onderwijs. 
In 2012 werden Raoul Hedebouw en Lecron als eerste twee PVDA'ers verkozen tot de gemeenteraad van de stad Luik. In 2015 verving ze Hedebouw als fractievoorzitter in de gemeenteraad. Bij de gemeenteraadsverkiezingen van 2018, waarbij Lecron lijsttrekker was, groeide de fractie uit tot 9 zetels. Lecron is eveneens voorzitter van de partijafdeling in de stad. 
Verder kwam ze op bij de Belgische federale verkiezingen 2010 en de Waalse verkiezingen 2014. In 2019 stond ze op de tweede plaats op de Europese lijst in het Frans kiescollege, na Marc Botenga die als eerste PVDA'er verkozen raakte, en in 2024 hernam ze die plaats. In het Frans kiescollege behield PVDA haar ene zetel; een tweede zetel won ze in 2024 vanuit het Nederlands kiescollege.

## Overzicht verkiezingsdeelnames
| Verkiezing                      | Kieskring         | Datum           | Lijst | Lijst    | Plaats op lijst | Voorkeursstemmen | Uitslag      | Partijuitslag binnen kieskring |
| ------------------------------- | ----------------- | --------------- | ----- | -------- | --------------- | ---------------- | ------------ | ------------------------------ |
| Federale verkiezingen (Kamer)   | Kieskring Luik    | 13 juni 2010    |       | PTB+     | 8e plaats       | 832              |              | 3,09%                          |
| Gemeenteraadsverkiezingen       | Luik              | 14 oktober 2012 |       | PTB+     | 2e plaats       | 721              | 2e titularis | 6,41%                          |
| Waalse verkiezingen             | Kieskring Luik    | 25 mei 2014     |       | PTB-GO ! | 2e plaats       | 3363             |              | 10,95%                         |
| Gemeenteraadsverkiezingen       | Luik              | 14 oktober 2018 |       | PTB      | 1e plaats       | 3313             | 2e titularis | 16,32%                         |
| Europese Parlementsverkiezingen | Frans kiescollege | 26 mei 2019     |       | PTB      | 2e plaats       | 34.586           |              | 14,59%                         |
| Europese Parlementsverkiezingen | Frans kiescollege | 9 juni 2024     |       | PTB      | 2e plaats       | 38.177           |              | 15,38% (+0,79%)                |